# Didymocarpus graciliflorus
Didymocarpus graciliflorus är en tvåhjärtbladig växtart som beskrevs av Macgregor och William Wright Smith. Didymocarpus graciliflorus ingår i släktet Didymocarpus och familjen Gesneriaceae. Inga underarter finns listade i Catalogue of Life.